# Xã Cordova, Quận Rock Island, Illinois
Xã Cordova (tiếng Anh: Cordova Township) là một xã thuộc quận Rock Island, tiểu bang Illinois, Hoa Kỳ. Năm 2010, dân số của xã này là 896 người.